# Municipio de LaGrange (Míchigan)
El municipio de LaGrange (en inglés: LaGrange Township) es un municipio ubicado en el condado de Cass en el estado estadounidense de Míchigan. En el año 2010 tenía una población de 3500 habitantes y una densidad poblacional de 39,02 personas por km².

## Geografía
El municipio de LaGrange se encuentra ubicado en las coordenadas 41°55′50″N 86°2′35″O / 41.93056, -86.04306. Según la Oficina del Censo de los Estados Unidos, el municipio tiene una superficie total de 89.7 km², de la cual 85.94 km² corresponden a tierra firme y (4.19%) 3.76 km² es agua.

## Demografía
Según el censo de 2010, había 3500 personas residiendo en el municipio de LaGrange. La densidad de población era de 39,02 hab./km². De los 3500 habitantes, el municipio de LaGrange estaba compuesto por el 72.46% blancos, el 17.51% eran afroamericanos, el 2.57% eran amerindios, el 1.6% eran asiáticos, el 0.03% eran isleños del Pacífico, el 1.09% eran de otras razas y el 4.74% pertenecían a dos o más razas. Del total de la población el 3.49% eran hispanos o latinos de cualquier raza.